# Theodor Münter
Carl Vilhelm Theodor Münter (6. oktober 1798 i København – 13. februar 1841 sammesteds) var en dansk embedsmand, bror til Balthasar Münter og far til Balthasar Münter og Frederik Münter.
Han var søn af biskop Friederich Münter og blev 1815 student, privat dimitteret, og 1819 cand.jur. 1826 blev Münter bogholder og kasserer ved Sjællands Stifts gejstlige Enkekasse og samme år kancellist i Danske Kancelli, hvilket han var til 1829. 1827 blev Münter vicerådmand i København, 1829 kancelliråd, 1834 rådmand og virkelig justitsråd og 28. juni 1840 Ridder af Dannebrog. Fra 1833 var han medlem af direktionen for Fødsels- og Plejestiftelsen og fra 1836 af direktionen for Det Kongelige Døvstummeinstitut.
Münter blev gift første gang 14. oktober 1825 på Frederiksberg med Sophie Frederikke Langberg (15. december 1803 i København - 1832), datter af Knud Engelbreht Langberg. Ægteskabet blev opløst 1833, og han ægtede 28. november 1834 i Holmens Kirke Ingeborg Catharina von Oppen (23. februar 1812 i København - 13. maj 1882 sammesteds), datter af major og undertøjmester Gottlob von Oppen og Adelgunde Sophie Stricker.